# يوتا باور
يوتا باور (بالألمانية: Jutta Bauer)‏ (و. 1955  م) هي كاتِبة، ورسامة توضيحية، وكاتبة للأطفال ألمانية، ولدت في هامبورغ.

## جوائز
حصلت على جوائز منها:
- Hans Christian Andersen Award for illustration ‏ (2010)
- Kiddo Leespluim  [لغات أخرى]‏ (2002)
- جائزة كتاب الأطفال لولاية شمال الراين وستفاليا  [لغات أخرى]‏ (1999).

## روابط خارجية
- يوتا باور على موقع مونزينجر (الألمانية)
- يوتا باور على موقع ميوزك برينز (الإنجليزية)